# 瓦莱丽·珀赖因
瓦莱丽·珀赖因（英語：Valerie Perrine，1943年9月3日—），美国女演员。曾获得1975年戛纳电影节最佳女演员奖。